# Gadabout Motor Corporation

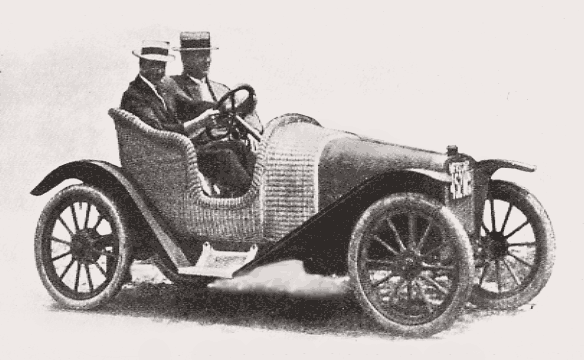
Gadabout von 1914

Gadabout Motor Corporation war ein US-amerikanischer Hersteller von Automobilen.

## Unternehmensgeschichte
Das Unternehmen wurde 1914 in Newark in New Jersey gegründet. Die Produktion von Automobilen begann, die als Gadabout vermarktet wurden. Walter Greunberg war der Konstrukteur und Philip Heseltine der Vermarkter. 1915 zog das Unternehmen nach Detroit in Michigan. 1916 endete die Produktion. Viele Hersteller von ähnlich konzipierten Fahrzeugen mussten bereits 1914 aufgeben.
Die Heseltine Motor Corporation gilt als Nachfolger.

## Fahrzeuge
Die Fahrzeuge wurden als Cyclecar bezeichnet, obwohl sie die Kriterien nicht erfüllten. Der Vierzylindermotor kam von Sterling. 63,5 mm Bohrung und 88,9 mm Hub ergaben 1126 cm³ Hubraum. Der Motor war wassergekühlt und leistete 12 PS. Er trieb über ein Zweiganggetriebe und eine Kardanwelle die Hinterachse an.
Anfangs hatte das Fahrgestell 218 cm Radstand und 117 cm Spurweite. Einzige Karosserieform war ein offener Roadster mit zwei Sitzen nebeneinander. Sie bestand aus Korbgeflecht. Dadurch war sie leichter als eine Stahlkarosserie. Außerdem sollte es den Komfort erhöhen und die Reinigung erleichtern. Die Fahrzeuge hatten Rechtslenkung.
Auf der Chicago Automobile Show im Januar 1916 wurde ein überarbeitetes Modell präsentiert. Der Radstand war auf 264 cm verlängert worden. Die Karosserie bestand nun aus Stahl.

## Modellübersicht
| Jahr | Modell  | Zylinder | Leistung (PS) | Radstand (cm) | Aufbau            |
| ---- | ------- | -------- | ------------- | ------------- | ----------------- |
| 1914 | Model G | 4        | 12            | 218           | Roadster 2-sitzig |
| 1915 | Model G | 4        | 12            | 218           | Roadster 2-sitzig |
| 1916 | Model G | 4        | 12            | 264           | Roadster 2-sitzig |